# 造物主划分光明与黑暗
《造物主划分光明与黑暗》（意大利语：Separazione della luce dalle tenebre）是米开朗基罗的西斯汀小堂天花板九幅湿壁画中的第一幅，描绘了《创世纪》第一章3-5 节中的场景。西斯汀小堂天花板九幅湿壁画中，有四幅较大，五幅较小，交替出现。这幅画是五幅较小的画面之一。
这幅画虽然是西斯汀天花板上九幅湿壁画中的第一幅，但却是最后完成的一幅，绘制于1512年，即西斯汀天花板工程的最后一年。

米开朗基罗的学生和传记作者乔治·瓦萨里认为，在米开朗基罗的一生中，这幅壁画是画家技术实力达到顶峰的证据：
“为了展示他艺术的完美和上帝的伟大，米开朗基罗在这些场景中，描绘了将光明与黑暗分开的上帝：祂张开双臂，独自支撑，展示爱和创造力。 
瓦萨里说，米开朗基罗揭开了文艺复兴艺术品中常见的黑暗面纱，运用明暗对比的技巧，将强烈的光线和极端的黑暗结合在象征性的艺术品中。 
艺术史学家注意到这幅壁画的几个不同寻常的特征。 安德鲁·格雷厄姆·迪克森指出，画中的上帝夸大了胸肌，暗示女性的乳房，他将其解释为米开朗基罗试图表现“男性的力量以及女性的生育能力”。 此外，画中上帝颈部的解剖结构过于复杂，与颈部的正常轮廓并不相似。

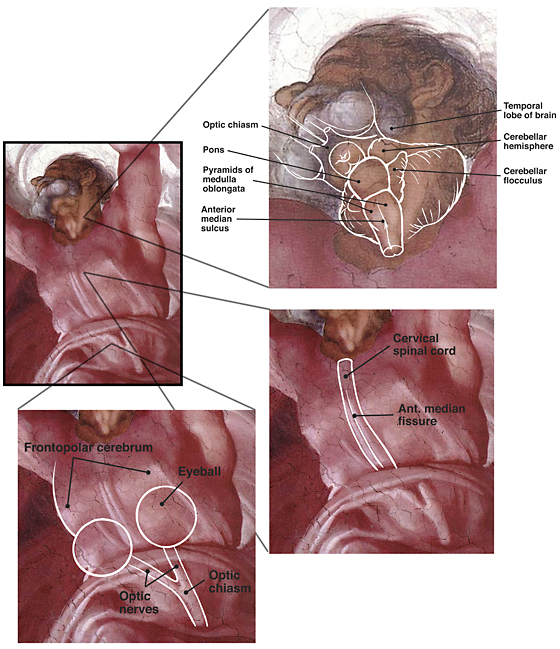
苏克和塔玛戈提出，在《造物主划分光明与黑暗》中，存在三幅隐藏的神经解剖学图像。

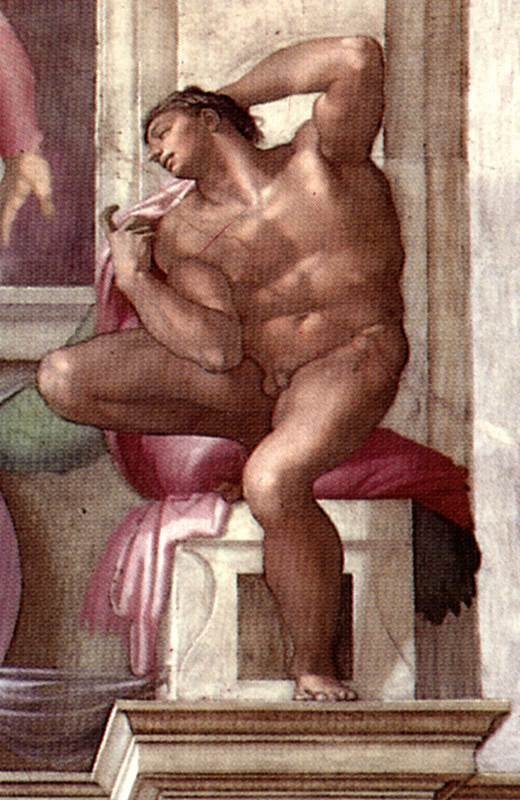
伊格努多在《造物主划分光明与黑暗》中面对上帝。

一些作者提出，米开朗基罗在这幅壁画中隐藏了解剖图像，而这些解剖图像解释了其不寻常的特征。在 2010 年 5 月发表在《神经外科》杂志上的一篇文章中，来自约翰霍普金斯大学医学院的医学插画家伊恩·苏克和神经外科医生拉斐尔·塔玛戈认为，米开朗基罗在《划分光暗》中隐藏了三幅神经解剖图像.  

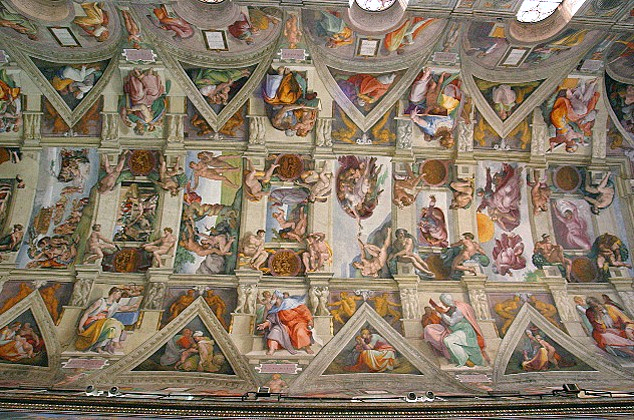
西斯汀小堂天花板(1508–1512)